# اسود عنسی
عبهلة بن کعب بن عوف عنسی ملقب به اسود عَنسی اولین کسی است که در زمان حیات محمد مدعی پیامبری شد. او پس از مرگ ابا مهران باذان فرمانده ایرانی یمن که اسلام آورده بود در صنعا ادعای پیامبری کرد و پسرش شهر ابن باذان را کشت و همسرش (دخترعموی فیروز دیلمی) را به زنی گرفت. قبایل مذحج و نجران و فرمانروایان حضرموت به او گرویدند. پیامبر اسلام که در آن زمان امکان لشگرکشی به یمن نداشت دستور داد که اسود را به هر شکل (مخفیانه یا رودررو) بکشند. فیروز دیلمی به همراه قیس بن مکشوح و دادویه از طریق نقبی که با همکاری زن اسود به خانه او زدند او را به قتل رساندند. 